# Adenoma adrenocortical
Un adenoma suprarenal o adenoma adrenocortical es descriu comunament com una neoplàsia benigna que sorgeix de les cèl·lules que formen l'escorça suprarenal. Com la majoria dels adenomes, l'adenoma adrenocortical es considera un tumor benigne ja que la majoria d'ells no funcionen i són asimptomàtics. Els adenomes suprarenals es classifiquen com a trastorns independents de l'ACTH, i s'associen habitualment amb afeccions relacionades amb l'hiperadrenalisme com la síndrome de Cushing (hipercortisolisme) o la síndrome de Conn (hiperaldosteronisme), que també es coneix com aldosteronisme primari. En A més, els informes de casos recents donen suport encara més a l'afiliació dels adenomes adrenocorticals amb hiperandrogenisme que poden causar hirsutisme hiperandrogènic en dones.
La "síndrome de Cushing" difereix. de la "malaltia de Cushing" tot i que ambdues condicions són induïdes per l'hipercortisolisme. El terme "malaltia de Cushing" es refereix específicament a "hipercortisolisme secundari" classificat com "síndrome de Cushing ACTH-dependent" causat per l'adenoma hipofisari. En canvi, la "síndrome de Cushing" es refereix específicament a "hipercortisolisme primari" classificat com "síndrome de Cushing 'independent de l'ACTH" causat per adenomes adrenocorticals.